# Sistels
Sistels (okzitanisch Cistèls) ist eine französische Gemeinde im Département Tarn-et-Garonne in der Region Okzitanien (vor 2016: Midi-Pyrénées). Die 206 Einwohner (Stand: 1. Januar 2022) zählende Gemeinde liegt im Arrondissement Castelsarrasin und ist Teil des Kantons Garonne-Lomagne-Brulhois (bis 2015: Kanton Auvillar). Die Einwohner werden Sistellois genannt.

## Geografie
Sistels liegt etwa 46 Kilometer westlich von Montauban. Umgeben wird Sistels von den Nachbargemeinden Dunes im Norden und Nordwesten, Saint-Cirice im Osten, Saint-Antoine im Südosten, Flamarens im Süden, Miradoux im Südwesten sowie Gimbrède im Westen und Südwesten.
| Jahr      | 1962 | 1968 | 1975 | 1982 | 1990 | 1999 | 2006 | 2013 |
| --------- | ---- | ---- | ---- | ---- | ---- | ---- | ---- | ---- |
| Einwohner | 203  | 205  | 149  | 146  | 142  | 142  | 199  | 211  |

## Sehenswürdigkeiten
- Kirche Saint-Laurent aus dem 15. Jahrhundert
- Schloss von 1523/24
- Herrenhaus von Guillaume Bigourdan

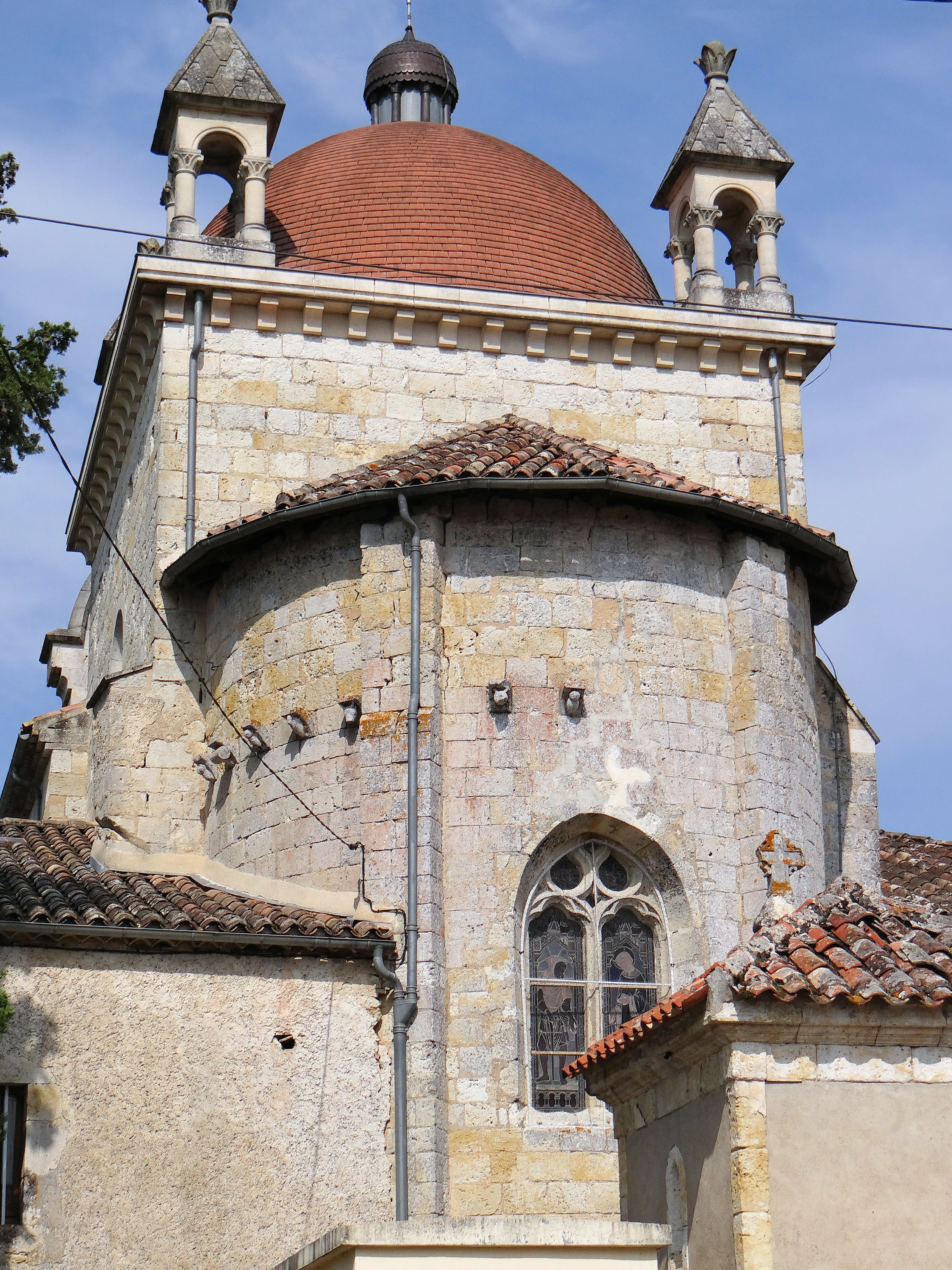
Kirche Saint-Laurent

## Persönlichkeiten
- Guillaume Bigourdan (1851–1932), Astronom